# Maxton
Maxton et une ville américaine située dans les comtés de Robeson et de Scotland en Caroline du Nord. En 2010, sa population était de 2 426 habitants.

## Démographie
| 1890 | 1900 | 1910  | 1920  | 1930  | 1940  |
| ---- | ---- | ----- | ----- | ----- | ----- |
| 694  | 935  | 1 321 | 1 397 | 1 386 | 1 656 |

| 1950  | 1960  | 1970  | 1980  | 1990  | 2000  |
| ----- | ----- | ----- | ----- | ----- | ----- |
| 1 974 | 1 755 | 1 885 | 2 711 | 2 373 | 2 551 |

| 2010  | - | - | - | - | - |
| ----- | - | - | - | - | - |
| 2 426 | - | - | - | - | - |

## Traduction
- (en) Cet article est partiellement ou en totalité issu de l’article de Wikipédia en anglais intitulé « Maxton, North Carolina » (voir la liste des auteurs).